# Leucauge isabela
Leucauge isabela là một loài nhện trong họ Tetragnathidae.
Loài này thuộc chi Leucauge. Leucauge isabela được miêu tả năm 1942 bởi Roewer.